# Брезово
Бре́зово (болг. Брезово) — місто в Пловдивській області Болгарії. Адміністративний центр общини Брезово.

## Населення
За даними перепису населення 2011 року у місті проживали 1895 осіб.
Національний склад населення міста:
| Національність   | Кількість осіб | Відсоток |
| ---------------- | -------------- | -------- |
| болгари          | 1251           | 74,2%    |
| цигани           | 423            | 25,1%    |
| турки            | 6              | 0,4%     |
| Всього відповіли | 1685           |          |

Розподіл населення за віком у 2011 році:
Динаміка населення:

## Відомі люди
- Златьо Бояджиєв (1910–1976) — один з найвідоміших і найсамобутніших болгарських художників XX століття, знаний своїми портретами та пейзажами.